# 中島洋
中島 洋（なかじま ひろし、1947年5月22日 - ）は、日本の経済ジャーナリスト。一般社団法人日本個人情報管理協会理事長。愛知県出身。
IT業界に関連した講演・執筆活動を展開している。母方の祖母は琉球王朝の国王・尚泰の叔父に当たる伊江王子の孫で沖縄県に地縁があり、沖縄料理店の経営に関わるなど、近年は沖縄に関連した活動も目立つ。

## 略歴
- 1971年 東京大学文学部倫理学科卒業
- 1973年 東京大学人文系大学院修士課程修了(倫理学・修士号取得)
- 1973年 日本経済新聞社入社、編集局産業部でハイテク分野、総合商社、企業経営問題などを担当
- 1981年 日経マグロウヒル社（現日経BP社）に出向、『日経コンピュータ』『日経パソコン』の創刊にかかわる
- 1984年 日本経済新聞社復帰
- 1988年 日本経済新聞社編集委員
- 1997年 日本経済新聞社退職、アスキー特別顧問(経営会議メンバー)、アスキー未来研究所・代表取締役所長
- 1997年 慶應義塾大学 大学院政策・メディア研究科 特別研究教授(～2002年3月)
- 1998年 日経BP社編集委員(～2008年6月)
- 1999年 二十一世紀産業戦略研究所・副所長(～現在)
- 2001年 国際大学グローバルコミュニケーションセンター(GLOCOM)教授(～2004年3月)
- 2003年 MM総研(旧・マルチメディア総合研究所)代表取締役所長(～現在)
- 2003年 「キーワードで読むガイアの夜明け」監修者(～現在)
- 2008年 青山学院大学非常勤講師(～現在)

## 公職
- BPIA常任理事（1999年 -）
- 情報化推進国民会議・特別委員会委員長（2000年 - ）
- インターネット博覧会政府館プロデューサー（2001年）
- 湘南ビジネスコンクール審査員（2001年 - ）
- J-KIDS大賞実行委員（2002年 - ）
- 首都圏ソフトウェア協同組合理事長（2005年 - ）
- IPA未踏ソフトウェア創造事業審議委員（2006年 - ）
- 企業情報化協会（IT協会）理事・グループCIO懇談会座長（2006年 - ）
- 内閣府・沖縄IT津梁パーク構想検討委員会座長（2007年 - ）
- 内閣府・沖縄IT実証事業審査委員（2007年 - ）
- ASP・SaaS普及促進協議会副会長（2007年 - ）
- 全国ソフトウェア協同組合連合会会長（2007年 - ）
- 情報サービス産業協会評議員（2007年 - ）
- 美ら島沖縄大使（2008年 -）

## 著書
- 『マルチメディア・ビジネス』ちくま新書、1995年
- 『就職に絶対有利なインターネット 1998』日経事業出版社 1996
- 『イントラネット―企業と地域の情報革命』ちくま新書、1997年
- 『エネルギー改革が日本を救う 主役交代、技術・政策・地域が主導する再生可能エネルギー革命』国際大学グローバル・コミュニケーション・センター(GLOCOM)FTMフォーラム編 日経BP社 2014

### 共著・編著・監修
- 『エレクトロニック・コマースの衝撃―電子商取引がビジネスを変える』松島克守と共著、日本経済新聞社、1996年
- 『アクセンチュア 価値の創造へ 7万5000人のビジネスエンジン』編著 日経BP企画 日経BP出版センター発売 2002
- 高柳肇『激動を奔る 伝説の営業マンからのメッセージ』編、日経BP社、2003年
- 『勝者のIT戦略 ユビキタス時代のウェブメソッド革命』小泉明正共著 日経BP企画 2005
- 『デジタル情報クライシス 情報を1000年残す方法』編著 日経BP企画 2005
- 『ユビキタスドキュメントがビジネスを超速化する! ワークフローの常識を変える「PDF」文書革命』監修 ユビキタスドキュメント研究会編 実業之日本社 2005
- 『クラウドコンピューティングバイブル』編著　ジョルダンブックス、2009年